# Llista dels escuts municipals de Dinamarca
Aquesta és una llista dels escuts dels municipis de Dinamarca.

## Dinamarca Meridional

Aabenraa
Ærø
Assens
Billund
Esbjerg
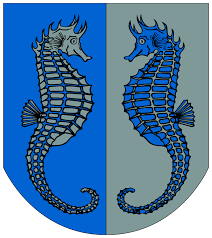
Fanø
Fredericia
Faaborg-Midtfyn
Haderslev
Kerteminde
Kolding
Langeland
Middelfart
Nordfyn
Nyborg
Odense
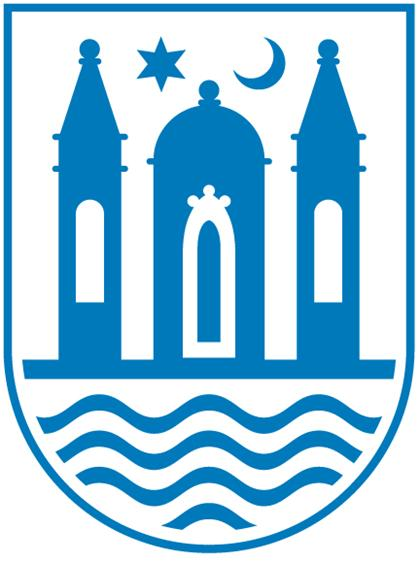
Svendborg
Sønderborg
Tønder
Varde
Vejen
Vejle

## Hovedstaden

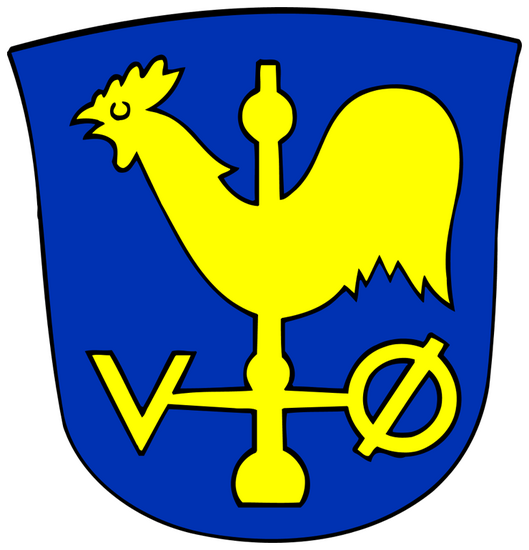
Albertslund
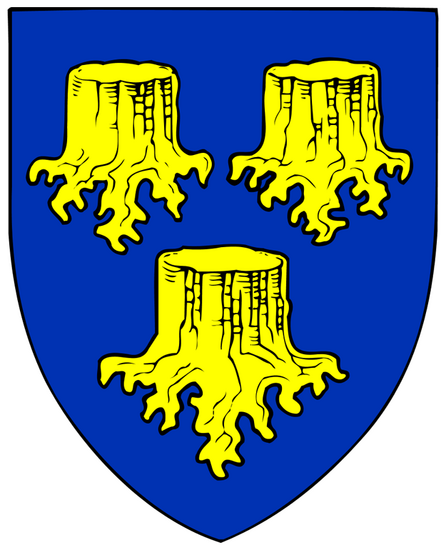
Allerød
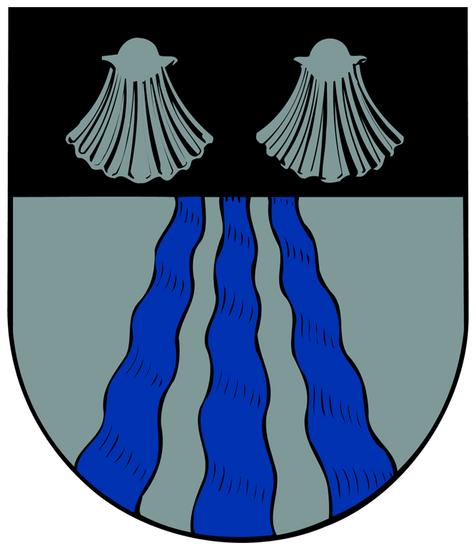
Ballerup
Bornholm
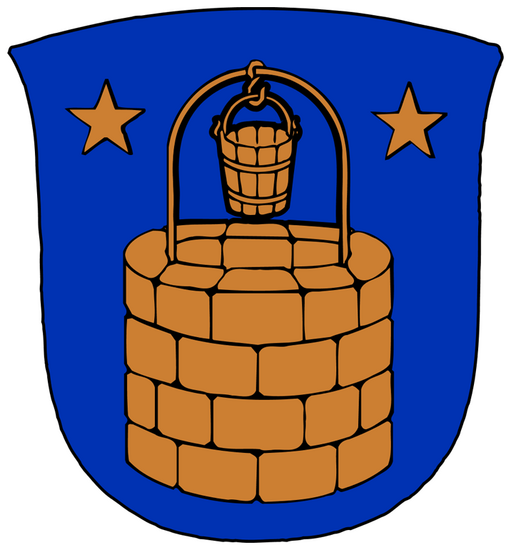
Brøndby
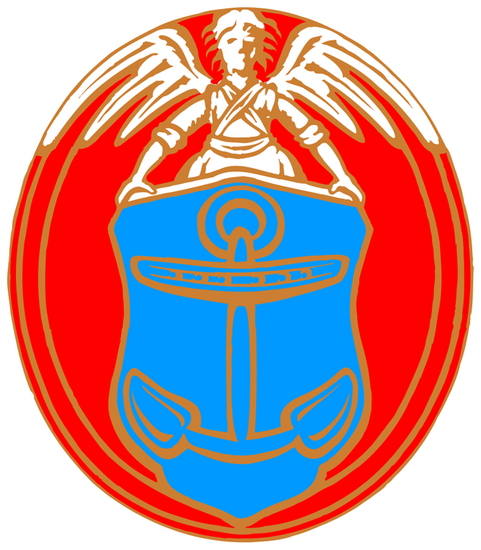
Dragør
Egedal
Fredensborg
Frederiksberg
Frederikssund
Furesø
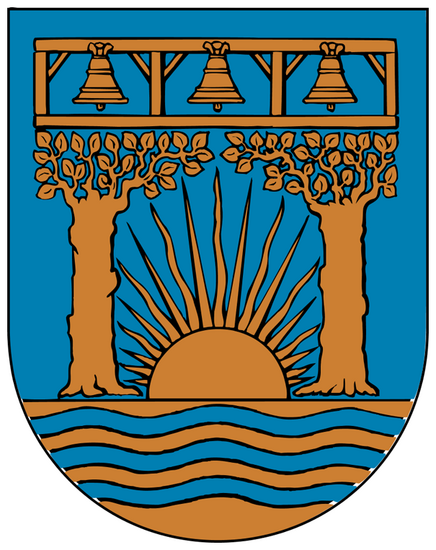
Gentofte
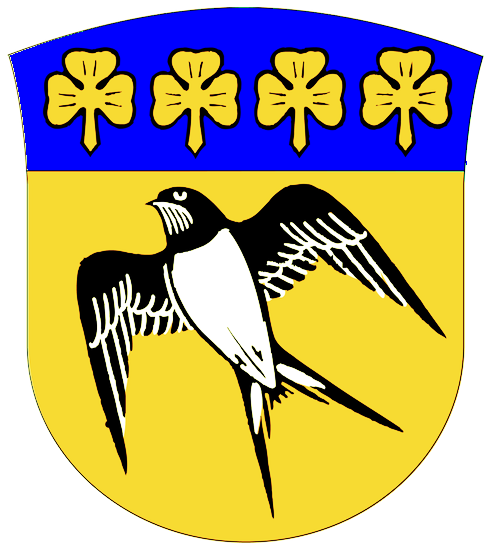
Gladsaxe
Glostrup
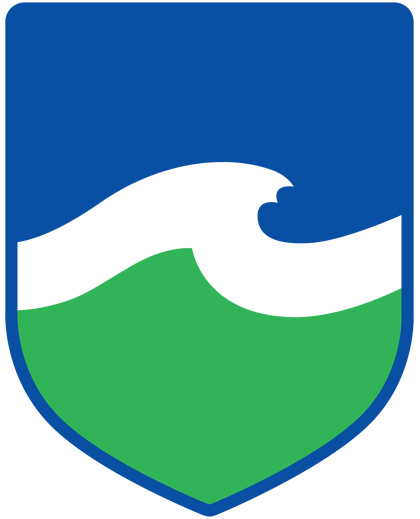
Gribskov
Halsnæs
Helsingør
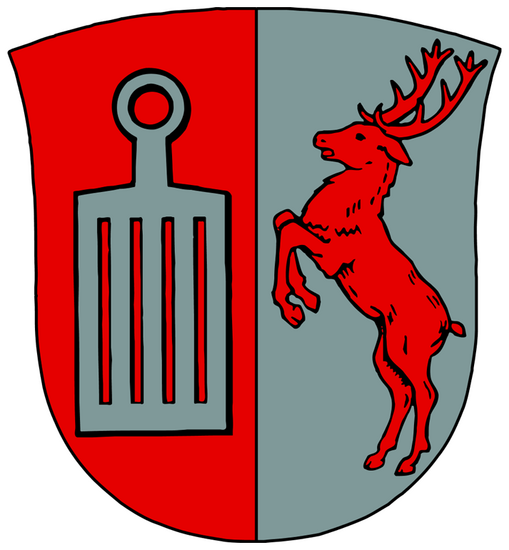
Herlev
Hillerød
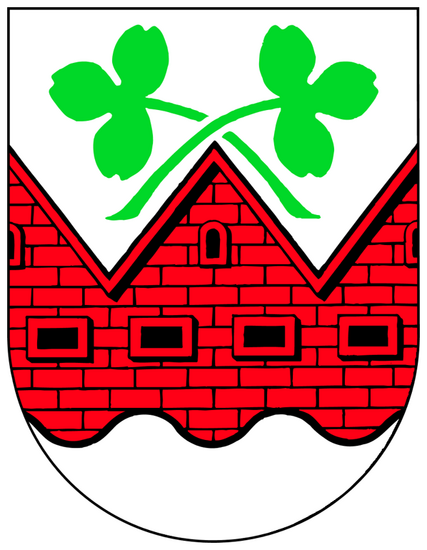
Hvidovre
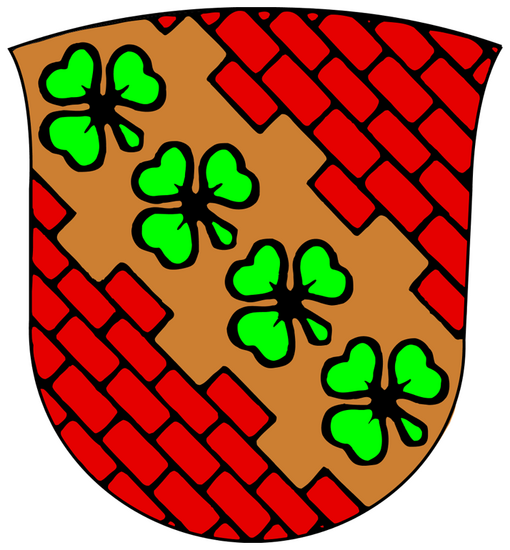
Høje-Taastrup
Hørsholm
Ishøj
Kopenhagen
Lyngby-Taarbæk
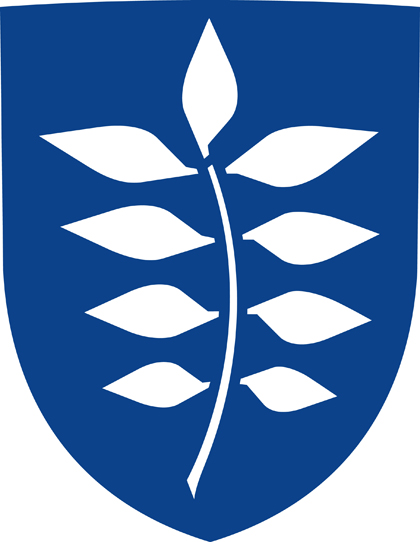
Rudersdal
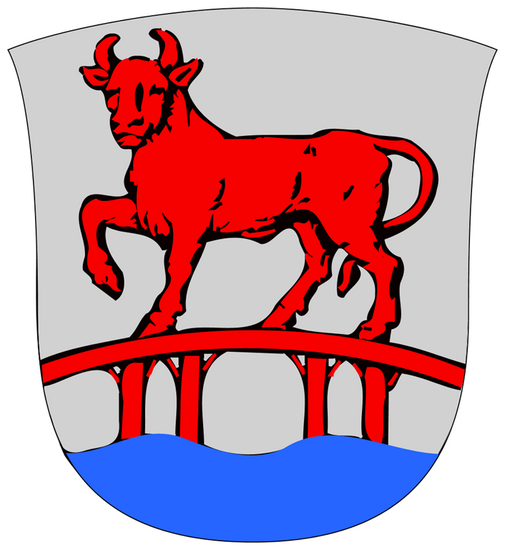
Rødovre
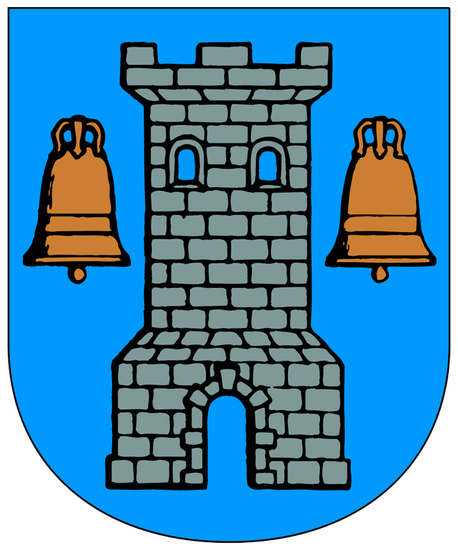
Tårnby
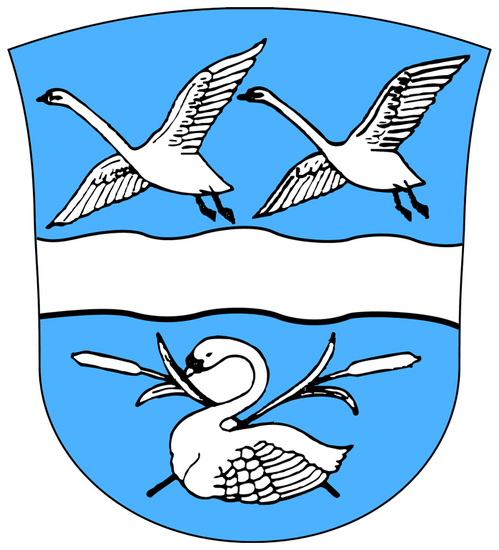
Vallensbæk

## Jutlàndia Central

Aarhus
Favrskov
Hedensted
Herning
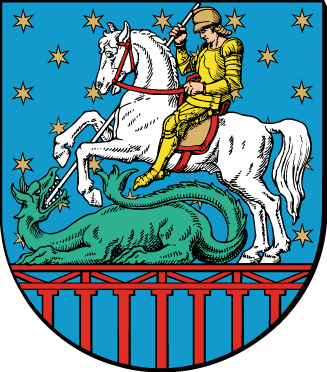
Holstebro
Horsens
Ikast-Brande
Lemvig
Norddjurs
Odder
Randers
Ringkøbing-Skjern
Samsø
Silkeborg
Skanderborg
Skive
Struer
Syddjurs
Viborg

## Jutlàndia Septentrional

Aalborg
Brønderslev
Frederikshavn
Hjørring
Jammerbugt
Læsø
Mariagerfjord
Morsø
Rebild
Thisted
Vesthimmerland

## Selàndia

Fakse
Greve
Guldborgsund
Holbæk
Kalundborg
Køge
Lejre
Lolland
Næstved
Odsherred
Ringsted
Roskilde
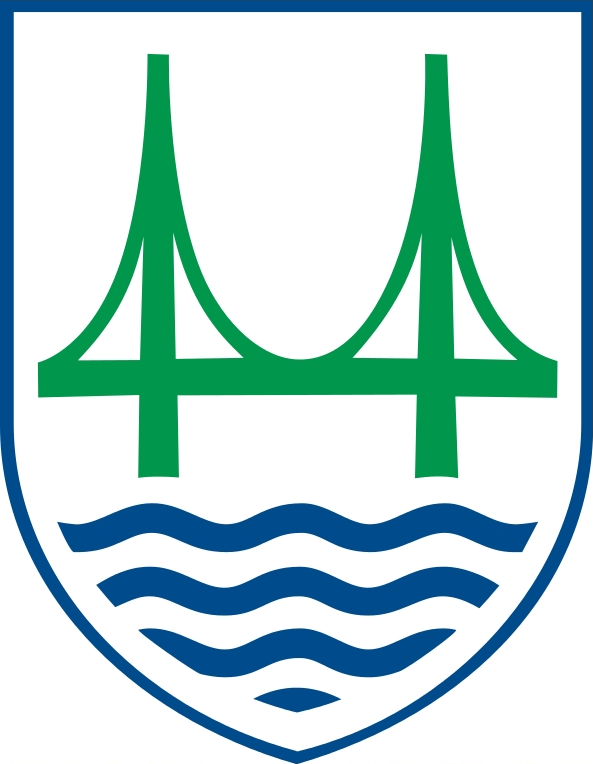
Slagelse
Solrød
Sorø
Stevns
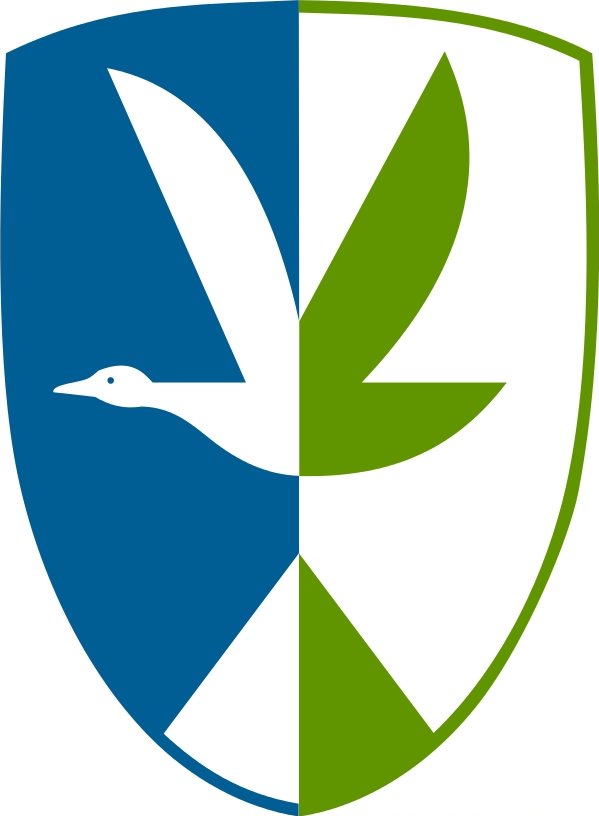
Vordingborg